# Rootes Point
Der Rootes Point ist eine Landspitze an der Ostseite von Signy Island im Archipel der Südlichen Orkneyinseln. Sie markiert nördlich die Einfahrt zur Starfish Cove.
Das UK Antarctic Place-Names Committee benannte sie 1991 nach David Michael Rootes (* 1951) vom British Antarctic Survey, der als Assistent für Meeresforschung zwischen 1977 und 1979 auf Signy Island tätig war und von 1981 bis 1984 als Leiter der Signy-Station fungiert hatte.